# 萬能國際
萬能國際集團有限公司，簡稱萬能國際集團，以及萬能國際（英語：Magnum International Holdings Limited，港交所除牌時0305.HK），在1995年1月23日透過把威達利國際集團有限公司更名而來。曾是馬來西亞馬化集團旗下在香港經營證券經紀業務。
但由於香港經營證券業務長期惡性競爭，故此當時由俊山集團進行收購，同時把五菱汽車注入上市公司，在2007年1月15日，由五菱汽車集團控股有限公司取代上市。